# Sivert Cortsen Adeler
Sivert Cortsen Adeler (1647 i Hoorn, Nederlandene – 24. januar 1683) var en dansk-norsk søofficer.
Adelder var generaladmiral Cort Adelers ældste søn af første ægteskab, er født i Hoorn i Holland. Han har måske først været i hollandsk tjeneste til søs og kom 1663 med faderen til Danmark, hvor han allerede 1666 udnævntes til kaptajn og 1668 blev anvendt som befalingsmand på skibet Færø, der blev udsendt for at genoplive de i nogen tid ophørte handelsforbindelser med Ostindien. Skibet afgik fra København i oktober 1668 og kom til Trankebar i maj det følgende år; i 1669 og 1670 var han i Bantam på Java, med hvis fyrste der blev sluttet en traktat, efter at Christian Bielke med skibet Mageløs også var blevet sendt der hen. I september 1670 vendte Adeler tilbage til København, hvor han nød megen anerkendelse for Udfaldet af sin Sendelse, og hvor han samme år blev udnævnt til schoutbynacht. I det følgende år blev han af kongen sendt til Holland for på admiral Michiel de Ruyters skib videre at uddanne sig i søtjenesten. 1672 udnævntes han til kommandant i Dansborg, fik titel af indisk råd og drog samme år til Ostindien. Da han i året 1683 befandt sig på hjemrejse til Danmark, døde han på skibet Den flyvende Ulv ved Kap det gode Håbs forbjerg 24. januar samme år og blev begravet i Kapstaden. Han var ugift.